# 阿沛·龙日
阿沛·龙日（？—）女，藏族，西藏拉萨人，阿沛·阿旺晋美的次女。

## 生平
1951年，西藏和平解放。中央人民政府驻藏代表张经武取道印度赴西藏，途经印度噶伦堡时，宴请了阿沛·阿旺晋美的孩子阿沛·白玛、阿沛·龙日、阿沛·仁青。参加宴席的还有擦绒·顿珠卓玛（擦绒·达桑占堆之女）等同样在印度留学的西藏贵族的孩子。 
长大后，龙日在中央民族语文翻译局担任翻译。

## 家庭
- 丈夫：邦达晋美，根据1993年的报道，他曾任拉萨市人民政府办公室副主任，后因患有多种疾病，而在家休养。他和龙日育有4个子女，到1993年时均已结婚并参加工作。[1]